# Oh du lieber Augustin

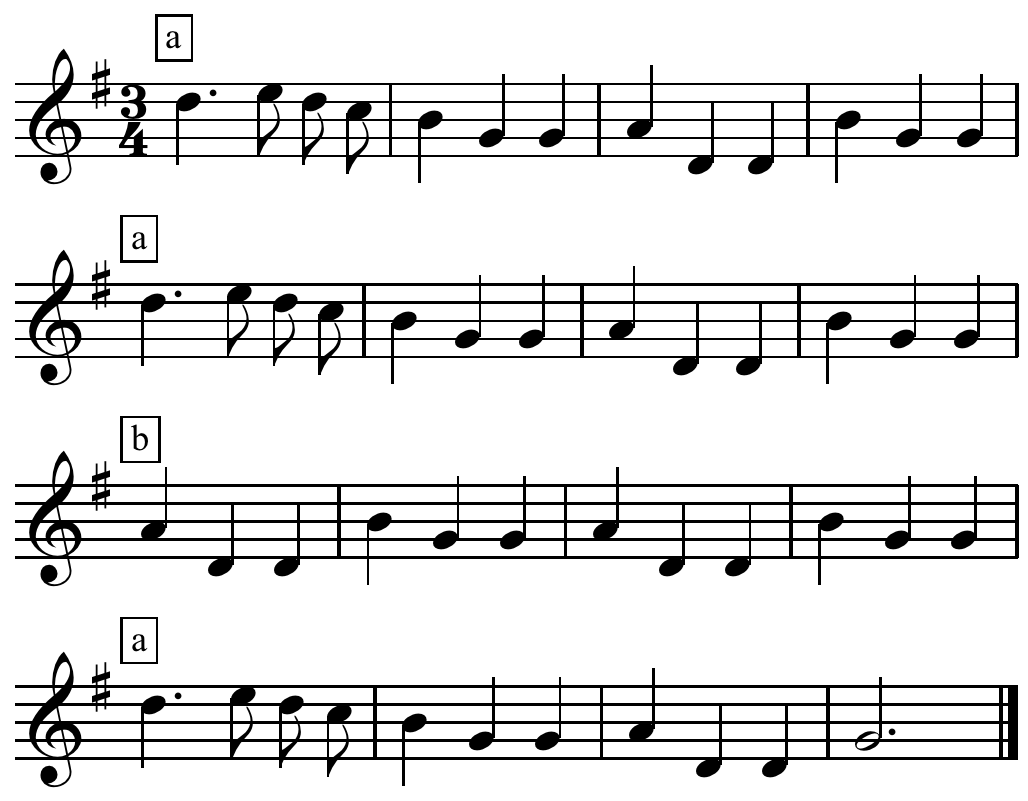
“Oh, tú, querido Agustín”.

Se trata de una canción popular vienesa (la traducción del título de la misma, desde el alemán al español es: Oh, tú, querido Agustín).  Se presume que fue compuesta por el baladista Max Augustín en 1679, aunque los documentos escritos sólo pueden rastrearse hasta los 1800.

## Historia
En 1679 Viena fue golpeada por la Gran Peste y Augustin era un baladista y gaitero que recorría las posadas de la ciudad para entretener a la gente del lugar.  Los vieneses amaban a Augustin debido a su humor encantador en tiempos amargos y lo llamaron "Lieber Augustin", es decir, "querido Augustin".
Según la leyenda, estando borracho y de camino hacia su casa Augustin se cayó en una cuneta, en donde se quedó a dormir, y fue confundido con un hombre muerto por los sepultureros que patrullaban las calles en búsqueda de cadáveres.  Estos lo recogieron y lo depositaron junto con sus gaitas -presumiblemente infectadas- en un pozo lleno de cadáveres de las víctimas de la plaga fuera de las murallas de la ciudad.  Al día siguiente cuando Augustin se despertó fue incapaz de salir de la profunda fosa y al cabo de un tiempo comenzó a tocar su instrumento porque quería morir de la misma manera en que había vivido.  Finalmente la gente lo escuchó y fue rescatado de aquel lugar.
Por suerte, Augustin se mantuvo sano y sin contagios a pesar de haber dormido con los cadáveres infectados y se convirtió en un símbolo de esperanza para la gente vienesa.
La historia contada por el predicador Abraham a Sancta Clara (1644 - 1709) perdura en esta canción que aún es popular en Austria.  La melodía es casi idéntica a la de Did you ever see a Lassie? (¿Alguna vez viste a Lassie?), aunque O du lieber Augustin es más prolongada y melancólica.

## Letra de la canción
O du lieber Augustin, Augustin, Augustin
O du lieber Augustin, alles ist hin.

Geld ist weg, Mäd'l ist weg,
Alles hin Augustin.
O du lieber Augustin, alles ist hin.

O du lieber Augustin, Augustin, Augustin
O du lieber Augustin, alles ist hin.

Rock ist weg, stock ist weg,
Augustin liegt im dreck.
O du lieber Augustin alles ist hin.